# Ле-Донзей
Ле-Донзе́й (фр. Le Donzeil, окс. Sent Saupise le Donselh) — коммуна во Франции, находится в регионе Лимузен. Департамент коммуны — Крёз. Входит в состав кантона Сен-Сюльпис-ле-Шан. Округ коммуны — Обюссон.
Код INSEE коммуны — 23074.

## Население
Население коммуны на 2010 год составляло 176 человек.
| 1962 | 1968 | 1975 | 1982 | 1990 | 1999 | 2010 |
| ---- | ---- | ---- | ---- | ---- | ---- | ---- |
| 331  | 283  | 238  | 210  | 197  | 191  | 176  |

## Экономика
В 2010 году среди 100 человек трудоспособного возраста (15—64 лет) 71 были экономически активными, 29 — неактивными (показатель активности — 71,0 %, в 1999 году было 67,7 %). Из 71 активных жителей работали 66 человек (38 мужчин и 28 женщин), безработных было 5 (2 мужчин и 3 женщины). Среди 29 неактивных 6 человек были учениками или студентами, 11 — пенсионерами, 12 были неактивными по другим причинам.